# Хатин
Хатѝн (на беларуски: Хатынь) е бивше село в Беларус, Минска област, Логойски район, изгорено с жителите му през Втората световна война.
През март 1967 г. е обявен конкурс за създаване на мемориален проект. Конкурсът е спечелен от екип от архитекти: Й. Градов, В. Занкович, Л. Левин, скулптор Народен художник на БССР С. Селиханов.
На 22 март 1943 г. по време на Втората световна война е опожарено от 118-и полицейски батальон с началник-щаб Григорий Васюра и германска СС част с командир штурмбанфюрер Оскар Дирлевангер (36-а вафен-гренадирска дивизия на СС). Населението, от което оцелява само ковачът Йосиф Камински (Във филма „Вся правда про Хатынь“ с Анатолий Михайлович Терехов оцелелите са малко повече), е изгорено заедно с постройките. Избити са 149 души (включително 75 деца), изгорени са 26 къщи.
Селото е унищожено след като беларуски партизани в засада, устроена в местност, където 26 мобилизирани селяни-дървосекачи от Козири осъществяват дърводобив, като местните жители са заподозрени от немците и украинските националисти във връзка с партизаните. Партизаните от партизанската бригада „Дядя Вася“ („Чичо Вася“), нападат немски патрул, убиват Хитлеровия любимец хауптман Ханс Вьолке, олимпийски и световен рекордьор от летните олимпийски игри (1936) в Берлин, и 3 – ма украински полицаи, и се скриват в Хатин, стреляйки по немците от селските къщи и оказвайки упорита съпротива. Когато немците и колаборационистите не могат да обкръжат селото заради гористата местност, са принудени да го нападнат челно, използвайки противотанкови оръжия и гранатомети за смазване на съпротивата, при което са убити 34 партизани и част от местните жители, а останалите са избити след сражението при пълното изгаряне на селото.
Едва през 1986 г. Григорий Васюра е осъден, разстрелян е през 1987 г. Командирът на един от взводовете на 118-ти батальон „Шутцманщафт“, украинецът Василий Мелешко, е съден в съветски съд и екзекутиран през 1975 г. На мястото на скромния паметник през 1969 г. е открит днешният Хатински мемориален комплекс.
В България селото става известно с песента „Хатинските камбани“ на група „Златни струни“, включена и в албума „Цветя“ на група „Сигнал“. Филмът „Иди и виж“ (1985) на режисьора Елем Климов е създаден по събитията в Хатин и окупацията на Беларус по време на войната, и отразени в „Хатинска повест“ на писателя Алес Адамович.
В документалния филм „Позорната тайна на Хатин“ (2008) по сценарий на Сергей Головченко и режисура на Олга Диховичная и Александър Милославов се застъпва тезата, че 118 полицейски батальон е съставен предимно от украински националисти.
Трагедията не е необичаен инцидент в Беларус по време на Втората световна война. Най-малко 5 295 белоруски селища са изгорени и унищожени от нацистите и често всичките им жители са избивани (някъде възлизат на 1500 жертви) като наказание за сътрудничество с партизани. Във Витебска област 243 села са изгаряни два пъти, 83 села три пъти, а 22 села са изгаряни четири или повече пъти. В Минска област 92 села са изгорени два пъти, 40 села три пъти, девет села четири пъти и шест села пет или повече пъти. Общо над 2 000 000 души са избити в Беларус през трите години нацистка окупация, почти една четвърт от населението на региона.

## Съвременна трактовка на убийствата в Хатин
Според някои коментатори Хатин е бил определен от Съветите като символ на този геноцид, за да се обърка със самопричиненото клане в Катин, чието име е почти идентично. В Голямата съветска енциклопедия се споменава клането в Хатин, но не и клането в Катин. 